# Christophe Arciszewski
Krzysztof Arciszewski, armoiries Prawdzic, né le 9 décembre 1592 à Rogalin et mort le 7 avril 1656 près de Gdańsk est un général polonais de l'armée de la république des Deux Nations (Pologne-Lituanie), vice-gouverneur et chef de l'armée des Provinces-Unies au Brésil, poète et ethnologue.  Il est connu pour ses exploits militaires comme pour ses précieuses notes sur les coutumes des Indiens Tapouïa.

## Biographie
Fils d'Eliasz Arciszewski et de Helena née Zakrzewska, Krzysztof Arciszewski est né en 1592 dans une famille de protestants, membres de la Petite Église polonaise. Dans sa jeunesse, il sert à la cour de Biržai du hetman du grand-duché de Lituanie Krzysztof Radziwiłł. En 1623, condamné au bannissement et à l'infamie pour avoir fait justice soi-même en tuant Kacper Brzeźnicki, l'avocat véreux de sa famille, il est contraint de quitter la Pologne .
Il part alors pour la Hollande et s'installe à La Haye. C'est probablement à cette époque qu'il se convertit au calvinisme auquel il sera jusqu'à la fin de sa vie. Grâce au soutien de son protecteur Krzysztof Radziwiłł, il étudie l'artillerie, le génie militaire et la navigation à l'université de Leyde. Bientôt, il a l'occasion de mettre ses connaissances en pratique pendant la guerre hispano-néerlandaise, l'un des épisodes de la guerre de Trente Ans. À la fin de 1623, il combat sous le commandement du prince Maurice d'Orange et participe au secours de Bréda assiégé.
Fin 1625, Arciszewski se rend incognito en Pologne, puis en France où il étudie l'artillerie à Paris. Sa mission secrète pour l'hetman Radziwiłł à la cour de France, le met en délicatesse avec le roi de Pologne Sigismond III Vasa qui en prend ombrage. 
Sa foi protestante ne l'empêche pas de participer au siège de la Rochelle (1627) et de s'emparer de cette forteresse protestante pour le cardinal catholique de Richelieu.

### Au Brésil
En novembre 1629, Arciszewski signe un contrat de trois ans et se met au service de la Compagnie néerlandaise des Indes occidentales. 
Promu capitaine, il s'embarque avec la puissante flotte de l'amiral Hendrick Lonoque, forte de 5000 à 7000 hommes, selon les sources, qui part au Nouveau Monde pour s'emparer de la capitainerie de Pernambouc, la partie la plus orientale du Brésil. Le Brésil est alors une colonie portugaise. 
Avec ses vastes plantations de canne à sucre et des moulins à sucre, la capitainerie de Pernambouc est la partie la plus riche du Brésil, protégée par des forts célèbres pour leurs puissantes fortifications. Au début 1630, les 67 navires de la flotte hollandaise atteignent la côte brésilienne et reprennent aux Portugais les villes d'Olinda et Recife . Arciszewski participe à de nombreuses batailles et escarmouches. Sous son commandement, les Hollandais s'emparent de l'îlot d'Itamaracá et il est promu au grade de major. 

Arcizcewski, accompagné du conseiller politique Jacob Stachouwer, est envoyé, par le Conseil de Recife pour porter une lettre invitant les Amérindiens à se joindre à l'action des Hollandais pour conquérir le  Paraíba. La lettre leur proposait de détruire le bétail et les plantations des Portugais afin de les obliger à quitter leurs forts. Les Amérindiens Tapuias avaient bien accueilli cette invitation car ils souhaitaient faire partir les occupants de leurs terres ancestrales, en les tuant et en volant leurs trésors trouvés dans leurs chapelles et maisons.
En 1633, Arciszewski retourne aux Pays-Bas, où on le promeut au grade de colonel et on le renvoie au Brésil, en tant que l'adjoint du commandant en chef Sigismund von Schkoppe.
Les Hollandais s'emparent de Natal mais échouent à prendre Salvador de Bahia mais ne parviennent pas à vaincre la résistance menée par le général portugais Matias d'Albuquerque, au prix de la destruction d'une large partie des moulins à sucre, tandis qu'un bon tiers des Portugais se replient dans le sud. 
Arciszewski retourne au Brésil en 1634, avec le grade de colonel subordonné uniquement au colonel Sigismund von Schkoppe et se rend célèbre par la prise des forteresses d'Arrayal (1635). La même année, il accomplit son plus grand exploit, en capturant en 1635, après un long siège, le légendaire camp fortifié Arraial do Bom Jesus où le général en chef des Portugais Matias de Albuquerque coordonnait les actions de ses troupes. Ce dernier se replie alors avec 7000 habitants vers la capitainerie de Bahia.
Arciszewski retourna alors à Porto Calvo qu'il prend en 1636, avant d'opérer le siège du port de Nazareth. L'année suivante, en quittant le champ retranché de Paripueira (voir Paripueira Beach Redoutes), à Alagoas , il bat la colonne de D. Luís de Rojas y Borja lors de la bataille de Mata Redonda. C'est à lui que le Pernambouc doit ses fortifications. Pour célébrer les succès militaires du Polonais, la Compagnie hollandaise des Indes occidentales lui érige un obélisque et frappe une médaille en son honneur.

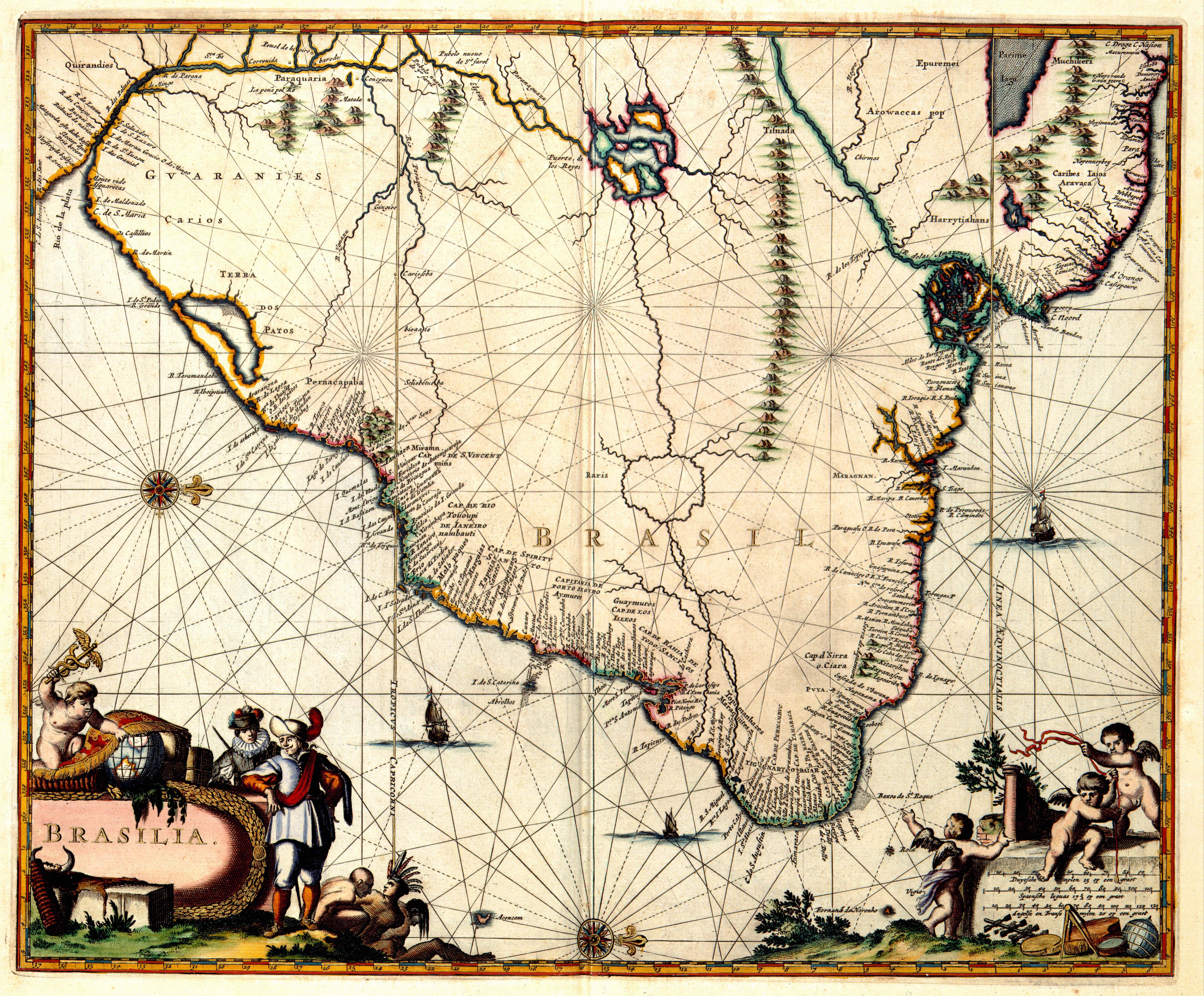
Une carte du Brésil attribuée à Krzysztof Arciszewski

En 1637, Arciszewski devient vice-gouverneur du Brésil hollandais gouverné par le comte Maurice von Nassau-Siegen. Il est également chef des forces militaires néerlandaises dans ce pays. Rebelle mais juste, Arciszewski critique la corruption et la mauvaise gestion de la colonie brésilienne ce qui irrite le gouverneur Maurice von Nassau-Siegen et oblige Arciszewski à rentrer à nouveau aux Pays-Bas. 
Un an plus tard, la mauvaise tournure des événements sur le continent sud-américain, notamment la défaite de Nassau lors de l'expédition contre Bahia, incite la Compagnie à envoyer Arciszewski, devenu entre-temps général, de nouveau au Brésil, avec des pouvoirs spéciaux. 
Le scientifique Gérard Voss publie alors en 1642 à Amsterdam son journal, ce qui aggrave la disgrâce de Nassau-Siegen. 
Le gouverneur Nassau-Siegen se sent menacé et force le Conseil politique de la colonie à congédier Arciszewski et le renvoyer aux Pays-Bas. La décision du Conseil n'est pas reconnue par les États généraux (parlement néerlandais), mais l'honneur d'Arciszewski le pousse à demander la démission lui-même.
De retour en Europe et privé de moyens de subsistance, il demande pendant plusieurs années que les autorités de la Compagnie des Indes lavent son nom. Il est réhabilité, entre autres grâce à l'intercession du roi polonais Władysław IV.

### Observations sur les tribus amérindiennes
Son livre, riche d'observations sur les tribus amérindiennes combattant au côté des Hollandais, est une critique violence de Nassau-Siegen, qui réplique en faisant publier en 1647 son hagiographie.
Tout au long de son séjour en Amérique, Arciszewski note ses observations sur les tribus indiennes qui combattent du côte des Hollandais. Soucieux du sort de cet ouvrage en cas de sa mort sur le champ de bataille, il l'envoie par bateau à un ami scientifique, Gérard Voss. En 1642, paraît à Amsterdam, l'ouvrage de Voss, De theologia gentili et physiologia christiana sive de origine et progressu idolatriae, dans lequel il cite avec enthousiasme les notes du Polonais.
Arciszewski possède un véritable talent narratif. Les archives de La Haye contiennent des centaines de ses lettres et des rapports dans lesquels il décrit de manière colorée la vie des Indiens Tapuya qui pratiquent le cannibalisme. 
Ces tribus ayant été anéanties, les descriptions d'Arciszewski constituent un matériau unique et précieux pour les scientifiques européens. Il est également l'auteur d'une thèse de médecine, des poèmes et même des portraits. Il réalisé quelques travaux cartographiques. 

### En Pologne
Le vieux soldat retourne en Pologne en 1648 où le roi Władysław IV le nomme à la tête de l'artillerie du Royaume. Pendant le règne de son successeur Jan Kazimierz, Arciszewski construit des ponts et des fortifications, combat l'armée de Khmelnytsky, défend Lwów, fortifie Zbaraż.  
En 1650, à la suite d'un conflit ouvert avec le grand chancelier de la Couronne Jerzy Ossoliński nommé généralissime, Arciszewski démissionne de ses fonctions et se retire de la vie publique. 

## Historiographie
Les jugements sur Arciszewski sont partagés. Certains historiens brésiliens considèrent qu'Arciszewski était «un pur conquistador, un troupier capable, mais sauvage» . D’autres voient en lui le porte-parole d’une politique humanitaire à l’égard des indigènes, désireux de les élever à un niveau supérieur de la culture.

## Arts et littérature
Arciszewski a servi de personnage dans le livre Catatau de Paulo Leminski, ami du philosophe René Descartes, prétendument perdu au Brésil lors des invasions hollandaise .